# Telestrada

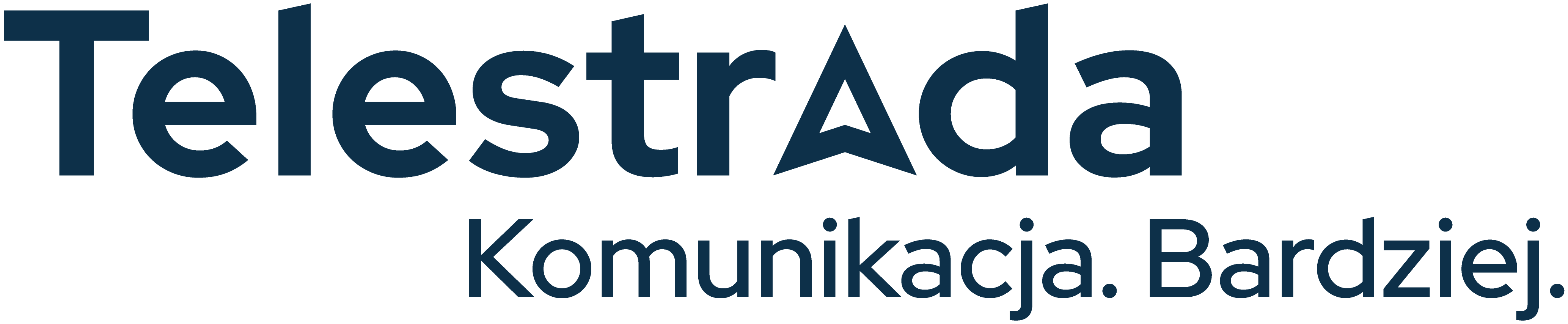
Logo Telestrada S.A.

Telestrada S.A. – spółka na rynku telekomunikacyjnym, oferująca rozwiązania komunikacji głosowej i internetowej, zarządzania w chmurze obsługą telekomunikacyjną biur obsługi klientów i ruchem telekomunikacyjnym oraz rozwiązania w zakresie usług telefonii komórkowej, stacjonarnej, VoIP, Internetu, zarówno dla klientów indywidualnych, jak i biznesowych. Działa na rynku od 1985, w telekomunikacji od 2003.

## Historia
Telestrada S.A. powstała jako jedna z pierwszych spółek z ograniczoną odpowiedzialnością w Polsce (ówczesna nazwa to WIR Sp. z o.o.). Głównym przedmiotem jej działalności była wówczas produkcja i usługi w zakresie rzemiosł elektrotechnicznych i elektronicznych.
W roku 2000 nastąpiła zmiana pokoleniowa udziałowców i skierowanie firmy w stronę usług internetowych – w tym prowadzenia nieruchomościowego portalu m2m.pl, serwisu koszykarskiego e-basket.pl i pośrednictwa kredytowego domkredyt.pl. W 2003 roku, w momencie uwolnienia w Polsce rynku usług telekomunikacyjnych, spółka rozpoczęła świadczenie usług dostępu do internetu skierowanych do grona klientów detalicznych swoich portali poprzez samoinkasujący numer telefoniczny 0209595 oraz usług połączeń międzystrefowych skierowanych do współpracujących z nią deweloperów. Następnie uruchomiła całą gamę kolejnych świadczeń z zakresu telekomunikacji. Gwałtowny rozwój rynku sprawił, że w ciągu roku usługi telekomunikacyjne zdominowały działalność firmy.
Od 2007 roku spółka jest notowana na Giełdzie Papierów Wartościowych w Warszawie, w segmencie NewConnect, dzięki czemu zyskała dużą stabilność i przejrzystość wyników finansowych.
Historia firmy wiąże się nierozerwalnie z kilkoma procesami przejęć innych podmiotów, dokonała ona zakupu:
1. Tele24 Sp. z o.o.[2],
2. Infotel Service Sp. z o.o.[3],
3. Multimo Sp. z o.o.[4],
4. SISTI[5],
5. wydzielonej części przedsiębiorstwa MNI S.A.[6]

W 2014 roku spółka zakupiła od Exatela 100% udziałów Niezależnego Operatora Międzystrefowego, jednego z pierwszych alternatywnych operatorów telefonii stacjonarnej w Polsce.

## Zakres świadczonych usług
Telestrada S.A. oferuje zarówno usługi podstawowe, takie jak: telefonia komórkowa, telefonia cyfrowa VoIP, telefonia stacjonarna, usługi Internetu stacjonarnego DSL, aDSL, łącza symetryczne oraz Internet mobilny z dużymi pakietami danych, aż po zaawansowane usługi inteligentne, w tym interaktywne infolinie dla dużych klientów biznesowych oraz integrację z istniejącymi systemami CRM.
Wśród rozwiązań zaawansowanych, w portfelu firmy duży udział zajmują usługi zintegrowane w postaci systemów IVR.
Jednym z najrozleglej opanowanych rynków jest branża medyczna, która w coraz szerszym zasięgu uruchamia dedykowaną usługę, call medica – pozwalającą na zarządzanie ruchem telekomunikacyjnym w małych gabinetach, przychodniach oraz największych szpitalach w Polsce. Pozwala ona na inteligentne rozwiązania w zakresie telefonicznej rejestracji medycznej, zwiększając liczbę odbieranych połączeń przez personel. Obecnie współpracuje ona z wieloma placówkami Narodowego Funduszu Zdrowia. Lista podmiotów, które wdrożyły usługę, dostępna jest na stronie www.callmedica.pl.

Sprzedaż detaliczna od grudnia 2015 roku skupia się wokół marki lajt mobile, zorientowanej na usługi mobilne, z elastycznymi pakietami no limit i transferu danych. Sukcesy marki potwierdzają raporty UKE odnośnie do bilansu kart SIM, lajt mobile trzyma mocną pozycję w pierwszej dziesiątce w tym zakresie.
Spółka Telestrada S.A. to także innowacyjne projekty, wśród nich najważniejszym jest projekt White Phone, w ramach którego do zakładów karnych na terenie całej Polski dostarczane są usługi wraz ze specjalistycznymi aparatami samoinkasującymi przeznaczonymi do użytku osadzonych. Spółka stale odnotowuje wzrosty w zakresie liczby zakładów karnych objętych projektem White Phone.
Najmłodszym działem firmy jest Dział Software House, odpowiedzialny za wspieranie zintegrowanych rozwiązań wspomagających rozwój Telestrada S.A., a także za kompleksową obsługę programowania w postaci zaawansowanych usług, począwszy od kreacji do testowania.

## Nagrody
Telestrada S.A., jak i jej produkty, są laureatami oraz nominowanymi w wielu branżowych wydarzeniach, m.in.:
1. 2020 rok – nominacja do nagrody Art of Packaging w kategorii Marka Własna dla lajt mobile[9].
2. 2019 rok – 2 miejsce w województwie mazowieckim oraz 13 w ogólnokrajowym zestawieniu Diamenty Forbesa[10].